# Benny Anderssons orkester (musikalbum)
Benny Anderssons orkester är ett musikalbum från 2001 av Benny Anderssons orkester. Mixad i Mono Music Studio på Skeppsholmen av Bernard och Benny. Tekniker: Bernard Löhr.  Assisterande, tekniker: Jan Hansson. Mastering hos Cutting Room av Björn Engelmann.

## Låtlista
| Nr | Låt                            | Musik           | Text          | Längd |
| -- | ------------------------------ | --------------- | ------------- | ----- |
| 1  | Hardangervidda                 | Benny Andersson | -             | 4:10  |
| 2  | Snedseglarn                    | Benny Andersson | -             | 2:47  |
| 3  | Cirkus Finemang                | Benny Andersson | -             | 4:20  |
| 4  | Vår sista dans                 | Benny Andersson | Björn Ulvaeus | 4:49  |
| 5  | Briggens blåögda blonda kapten | Benny Andersson | -             | 3:53  |
| 6  | Knasluvan                      | Benny Andersson | -             | 1:57  |
| 7  | Anitas polska                  | Benny Andersson | -             | 3:17  |
| 8  | Schottis i Tyrolen             | Benny Andersson | -             | 2:56  |
| 9  | Sång från andra våningen       | Benny Andersson | -             | 3:47  |
| 10 | Lauren                         | Benny Andersson | -             | 4:28  |
| 11 | Tösabiten                      | Benny Andersson | -             | 3:09  |
| 12 | Nya Månvalsen                  | Benny Andersson | -             | 3:06  |
| 13 | Lätt som en sommarfjäril       | Benny Andersson | Björn Ulvaeus | 3:41  |
| 14 | P.S.                           | Benny Andersson | -             | 1:04  |

## Övrigt
- Låtarna: 9, 10 och 11 ingår i Roy Anderssons film ”Sånger från andra våningen”.
- Låtarna: 3 och 14 ingår i Marie-Louise Ekmans film ”Nu är pappa trött igen”.

## Listplaceringar
| Lista (2001-2003) | Topplacering |
| ----------------- | ------------ |
| Sverige           | 1            |

### Fotnoter
1. ↑  Listplacering